# Hepburn (Iowa)
Hepburn város az USA Iowa államában, Page megyében. Lakosainak száma 26 fő (2020. április 1.).

## Népesség
A település népességének változása:

| 2010 | 23 |
| 2020 | 26 |